# جويا غوتيريز
جويا غوتيريز (بالإسبانية: Goya Gutiérrez)‏ هي كاتِبة وشاعرة إسبانية، ولدت في 17 نوفمبر 1954 في كابولافوينتي في إسبانيا.